# Исни-им-Алльгой
Исни-им-Алльгой (нем. Isny im Allgäu) — город в Германии, в земле Баден-Вюртемберг. 
Исни-им-Алльгой один из центров исторической области Алльгой. Голод подчинён административному округу Тюбинген. Входит в состав района Равенсбург. Население составляет 14 392 человека (на 31 декабря 2010 года). Занимает площадь 85,37 км². Официальный код — 08 4 36 049.

## История
Считается, что Исни был основан приблизительно в 1043 году графами Ферингенскими. Впервые упомянут в документах под 1096 год в связи с основанием аббатством Хирзау дочернего монастыря Святого Георгия, а в ЭСБЕ указано что бенедиктинское аббатство образовано в 1090 году. Благодаря развитию торговли жители Исни в 1365 году смогли выкупить его у местных феодалов и обеспечили ему статус вольного имперского города, и сохраняли его до 1803 года. 
В 1531 году город примкнул к Шмалькальденскому союзу германских протестантов для совместной защиты от нападений со стороны католиков.
В 1803 году вольный город Исни был медиатизован в пользу графов Квадт. А всего три года спустя владения графов были поглощены вюртембергской короной.
На конец XIX столетия, Исни (Isny) промышленный город в королевстве Вюртемберг, на границе с королевством Бавария Германской империи. На 1890 год в нём проживало 2 600 жителей, из коих 2/3 были католиками. 

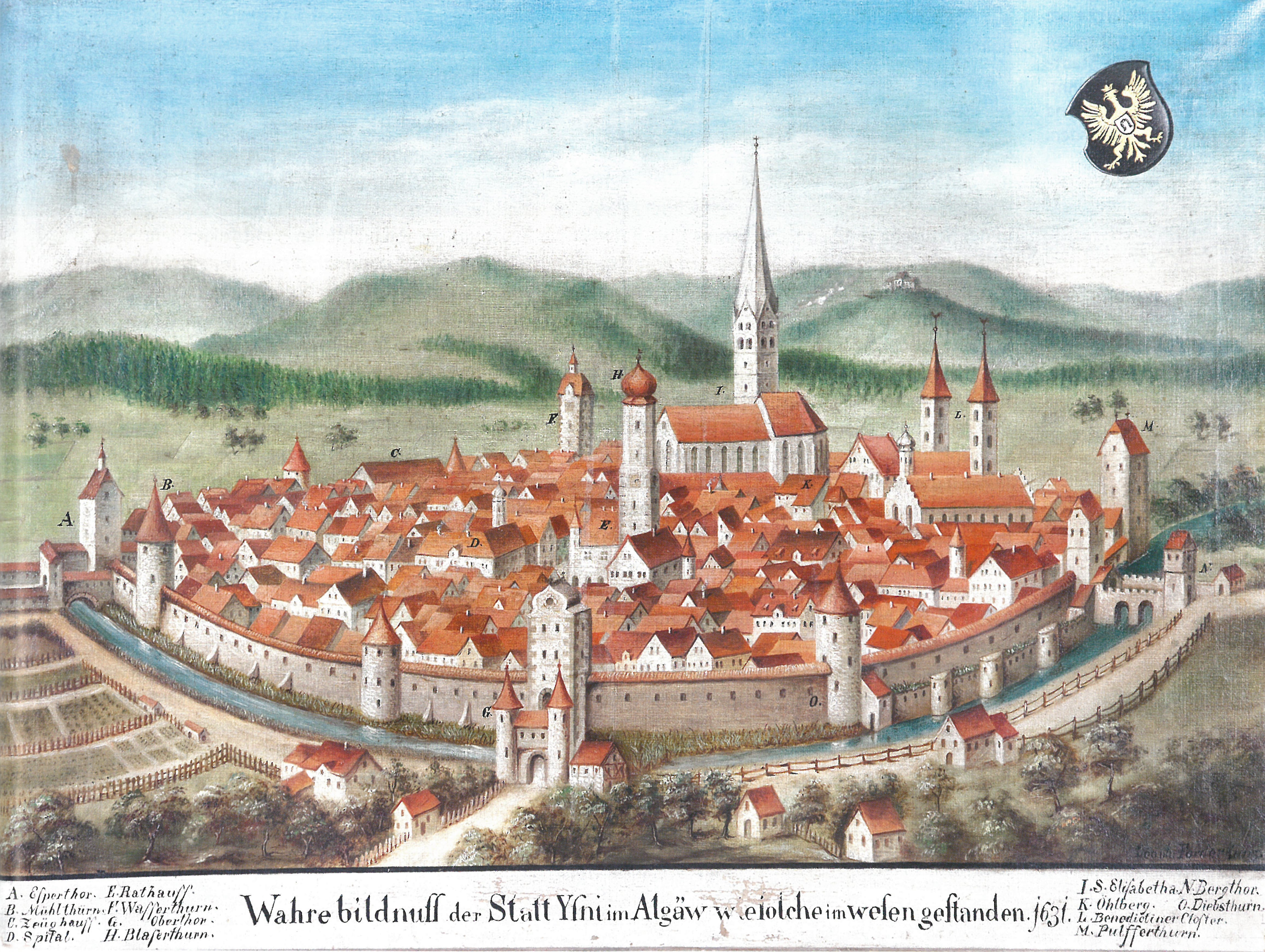
Исни в 1631 году.

## Достопримечательности
- Монастырь Святого Георгия.